# Wayne Kramer (guitariste)
Pour l’article homonyme, voir Wayne Kramer.
Wayne Kramer, nom de scène de Wayne Krambs, né le 30 avril 1948 à Détroit (Michigan) et mort le 2 février 2024 à Los Angeles,, est le guitariste américain de MC5, groupe des années 1970 ainsi que de Gang War (avec Johnny Thunders) et de Was (Not Was).

## Biographie

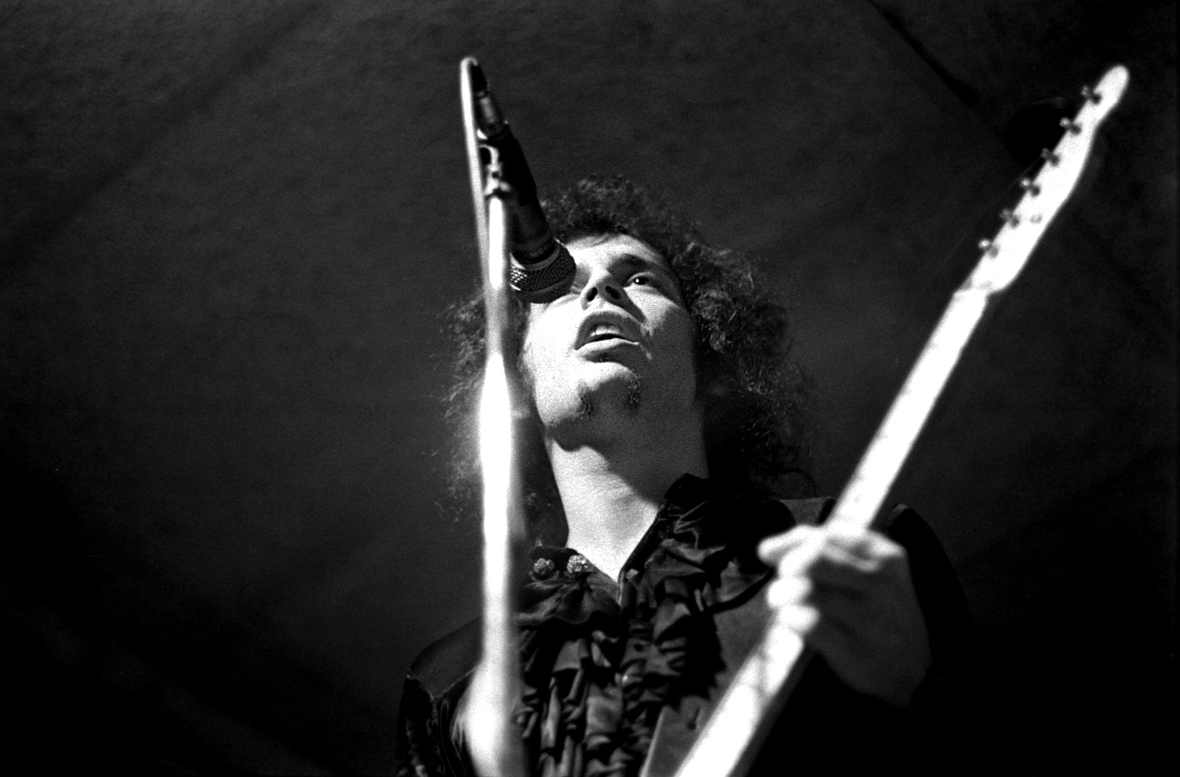
Wayne Kramer en 1974.

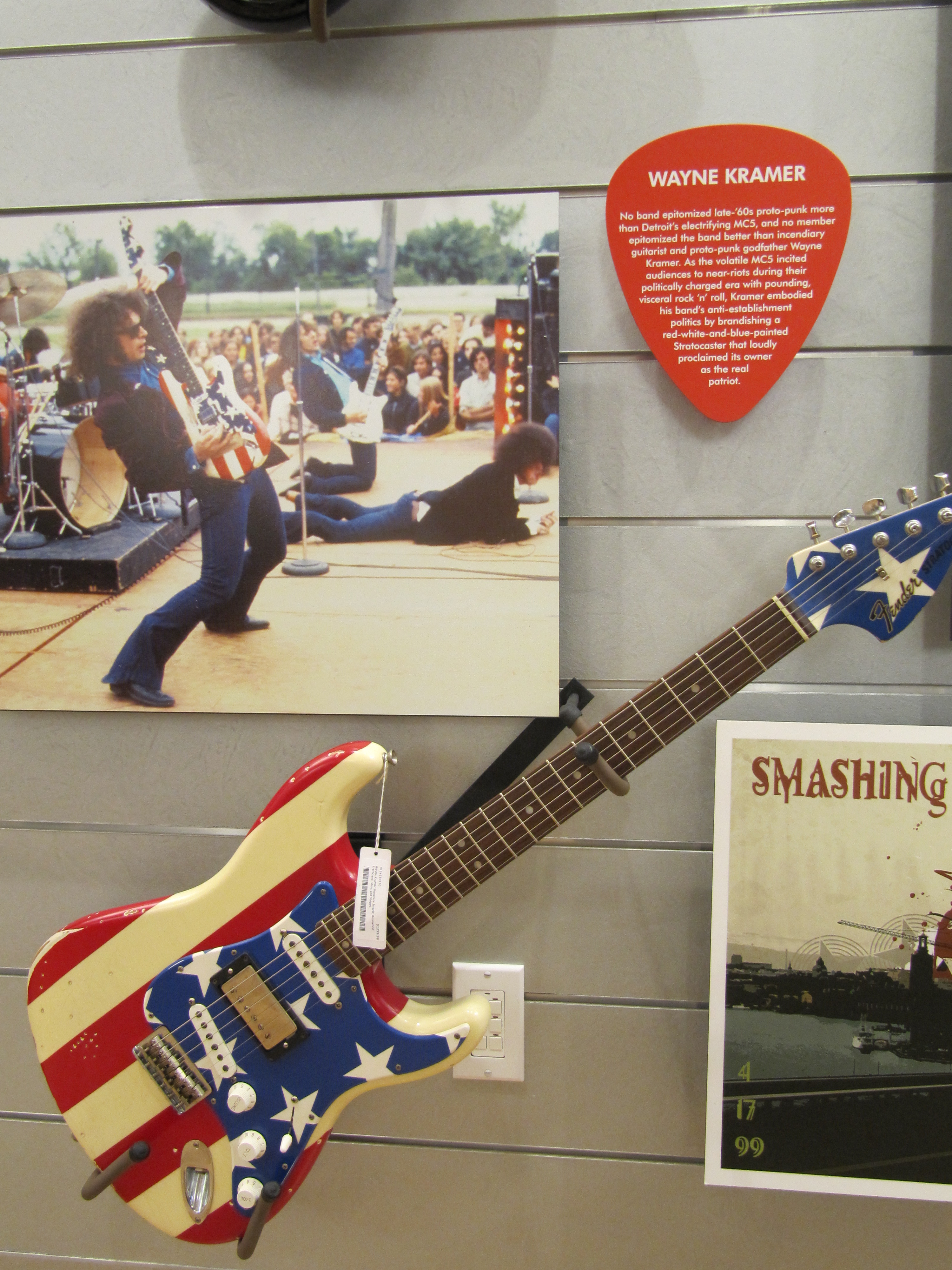
Fender Stratocaster de Wayne Kramer au Fender Guitar Factory museum.

Wayne Kramer et les autres membres du MC5 avaient créé pendant un courte période le White Panther Party, un parti politique en réponse au Black Panther Party.
Wayne Kramer décède le 2 février 2024. Dennis Thompson, le batteur et dernier membre de la formation mythique de MC5, meurt trois mois après.

## Discographie

### Albums solo
- Death Tongue (1991)
- The Hard Stuff (1995) Epitaph Records
- Dangerous Madness (1996) Epitaph Records
- Dodge Main (1996)
- Gang War (1996)
- Citizen Wayne (1997) Epitaph Records
- LLMF (Live Like a Mutherfucker) (1998) Epitaph Records
- Mad for the Racket (2001)
- The Return of Citizen Wayne (2002)
- Adult World (2002)
- More Dangerous Madness (2004)

## Filmographie
Le film Junkie Romance réalisé par Lech Kowalski[réf. nécessaire]